# Agropyron
Genre
Classification APG III (2009)
Agropyron est un genre de plantes monocotylédones de la famille des Poaceae, originaires d'Europe et d'Asie. Certaines espèces du genre sont communément appelées "Chiendent".
Ce sont des plantes herbacées, vivaces par leurs rhizomes, à inflorescence en épi simple.
Le genre comprend environ 600 espèces, dont beaucoup sont des mauvaises herbes des cultures.

## Phytonymie
Agropyrum vient du grec agros champ et pyrosblé, à cause de sa ressemblance avec les anciennes variétés de blé.

## Liste des espèces
Selon World Checklist of Selected Plant Families (WCSP) (20 juin 2013) :
- Agropyron badamense Drobow (1925)
- Agropyron brownei (Kunth) Tzvelev (1973)
- Agropyron bulbosum Boiss. (1844)
- Agropyron cimmericum Nevski, Trudy Sredne-Aziatsk. Gosud. Univ., Ser. 8b (1934)
- Agropyron cristatum (L.) Gaertn. (1770)
- Agropyron dasyanthum Ledeb. (1820)
- Agropyron desertorum (Fisch. ex Link) Schult. (1824)
- Agropyron deweyi Á.Löve (1984)
- Agropyron fragile (Roth) P.Candargy (1901)
- Agropyron michnoi Roshev. (1929)
- Agropyron mongolicum Keng (1938)
- Agropyron × pilosiglume Tzvelev (2006)
- Agropyron retrofractum Vickery (1951)
- Agropyron tanaiticum Nevski, Trudy Sredne-Aziatsk. Gosud. Univ., Ser. 8b (1934)
- Agropyron thomsonii Hook.f. (1896)
- Agropyron velutinum Nees (1843)

Selon Catalogue of Life (20 juin 2013) :
- Agropyron acutiforme
- Agropyron acutum
- Agropyron apiculatum
- Agropyron badamense
- Agropyron blaviense
- Agropyron brownei
- Agropyron bulbosum
- Agropyron cimmericum
- Agropyron cristatum
- Agropyron dasyanthum
- Agropyron desertorum
- Agropyron deweyi
- Agropyron duvalii
- Agropyron fragile
- Agropyron interjacens
- Agropyron krylovianum
- Agropyron michnoi
- Agropyron mongolicum
- Agropyron nakashimae
- Agropyron nothum
- Agropyron pilosiglume
- Agropyron retrofractum
- Agropyron tallonii
- Agropyron tanaiticum
- Agropyron thomsonii
- Agropyron velutinum